# Saison 2006-2007 de l'AS Saint-Étienne
Chronologie
Saison précédente Saison suivante
La saison 2006-2007 de l'AS Saint-Étienne est la 54e du club en Ligue 1.
L'ancien entraîneur du RC Strasbourg Ivan Hašek est recruté avec l'objectif de terminer parmi les dix premiers. Il est secondé par Laurent Roussey. Après une première moitié de saison réussie (l'ASSE est classée 4e à la fin des matchs aller), l'équipe termine à une triste 11e place. Cette deuxième partie ratée est en partie liée au départ précipité lors du mercato d'hiver de Frédéric Piquionne, convoité par l'Olympique Lyonnais. Il finira la saison à l'AS Monaco.
Le but d'Ilan contre le PSG lors de la 26e journée de championnat a été nommé plus beau but l'année 2006-2007 lors des trophées UNFP.
Le club se sépare à la fin de la saison d'Ivan Hašek et le remplace par son adjoint. Bruno Satin, l'agent d'Hasek, accuse après coup Laurent Roussey d'avoir comploté pour prendre la place de l'entraîneur.

## Transferts

### Été
| Nom                | Nationalité   | Date     | Montant      | Contrat av. vente/ap. achat               | Type                     | Ancien/Nouveau club         |
| Arrivées           |               |          |              |                                           |                          |                             |
| Ivan Hasek (Entr.) | Tchéquie      | 19/05/06 | 0 €          | Juin 2006 - Juin 2008                     | TD - Libre               | Al Wasl Dubaï (EAU)         |
| L. Roussey (Adj.)  | France        | 15/05/06 | ? €          | Juin 2006 - Juin 2008                     | Transfert Définitif      | Lille OSC (L1)              |
| Geoffrey Dernis    | France        | 15/06/06 | ?00.000 €    | Juin 2006 - Juin 2009                     | Transfert Définitif      | Lille OSC (L1)              |
| Christophe Landrin | France        | 30/06/06 | 0 €          | Juin 2006 - Juin 2009                     | TD, Echange Hellebuyck   | PSG (L1)                    |
| Daniel Rubén Bilos | Argentine     | 04/07/06 | 2.000.000 €  | Juin 2006 - Juin 2009                     | Transfert Définitif      | Boca Juniors (ARG)          |
| Araujo Ilan        | Brésil        | 11/07/06 | 6.000.000 €  | Juin 2006 - Juin 2010                     | Transfert Définitif      | FC Sochaux-Montbéliard (L1) |
| Yohan Hautcœur     | France        | 31/07/06 | 2.000.000 €  | Juin 2006 - Juin 2010                     | Transfert Définitif      | Le Mans UC 72 (L1)          |
| Lamine Diatta      | Sénégal       | 07/08/06 | 0 €          | Août 2006 - Juin 2008                     | Transfert Définitif      | O. Lyonnais (L1)            |
| Fredy Guarín       | Colombie      | 10/08/06 | 0 €          | Août 2006 - Juin 2007                     | Prêt avec OA             | Boca Juniors (ARG)          |
| M. Bayal Sall      | Sénégal       | 26/08/06 | 0 €          | Août 2006 - Juin 2009                     | Transfert Définitif      | US Gorée (SEN)              |
| Marek Heinz        | Tchéquie      | 12/09/06 | 0 €          | Sept. 2006 - Juin 2007 (Option juin 2009) | Transfert Définitif      | Galatasaray (TUR)           |
| Départs            |               |          |              |                                           |                          |                             |
| Élie Baup (Entr.)  | France        | 16/05/06 | 0 €          | Juin 2004 - Juin 2007                     | TD → Cl. Libératoire     | Toulouse FC (L1)            |
| D. Sanchez (Adj.)  | France        | 16/05/06 | 0 €          | Juin 2004 - Juin 2007                     | Transfert Définitif      | Toulouse FC (L1)            |
| Frédéric Mendy     | Sénégal       | 17/05/06 | 0 €          | Juin 2001 - Juin 2006                     | FC - Transfert Définitif | SC Bastia (L2)              |
| Nicolas Marin      | France        | ../05/06 | ?00.000 €    | Juin 2003 - Juin 2007                     | TD ap Prêt avec OA       | CS Sedan A. (L1)            |
| Alaeddine Yahia    | Tunisie       | 02/06/06 | ?00.000 €    | Juin 2005 - Juin 2008                     | Transfert Définitif      | CS Sedan A. (L1)            |
| Hélder Postiga     | Portugal      | ../06/06 | 0 €          | Déc. 2005 - Juin 2006                     | Fin de Prêt              | FC Porto (D1 POR)           |
| Abdelaziz Kamara   | Sénégal       | 20/06/06 | 0 €          | Juin 2004 - Juin 2008                     | Transfert Définitif      | B. Châteauroux (L2)         |
| David Hellebuyck   | France        | 30/06/06 | ?00.000 €    | Juin 2001 - Juin 2007                     | TD, Echange Landrin      | PSG (L1)                    |
| Didier Zokora      | Côte d'Ivoire | 30/06/06 | 13.900.000 € | Juin 2004 - Juin 2009                     | Transfert Définitif      | Tottenham HFC (PL)          |
| Bruno Basto        | Portugal      | ../06/06 | 0 €          | Déc. 2005 - Juin 2006                     | Fin de Contrat           | CD Nacional (POR)           |
| Sébastien Mazure   | France        | 03/07/06 | 2.000.000 €  | Juin 2005 - Juin 2008                     | Transfert Définitif      | SM Caen (L2)                |
| Idriss Ech-Chergui | France        | ../05/06 | 0 €          | ??? - Juin 2006                           | Fin de Contrat           | FC Sète (Nat)               |
| Samy Houri         | France        | 29/08/06 | 0 €          | Août 2006 - Juin 2007                     | Prêt                     | US Raon (Nat)               |
| Ousmane Sarr       | Sénégal       | 08/08/06 | 0 €          | ??? - Juin 2009                           | Prêt                     | Grenoble Foot 38 (L2)       |
| Nabil El Zhar      | Maroc         | 16/08/06 | 100.000 €    | Août 2006 - Août 2010                     | Transfert Définitif      | Liverpool FC (PL)           |
| Stéphen Vincent    | France        | 30/08/06 | 0 €          | Août 2006 - Juin 2007                     | Prêt                     | US Raon (Nat)               |
| Anthony Losilla    | France        | ../08/06 | 0 €          | Août 2006 - Juin 2007                     | Prêt                     | AS Cannes (Nat)             |
| Siaka Tiéné        | Côte d'Ivoire | 31/10/06 | 0 €          | Octobre 2006 - Juin 2007                  | Prêt                     | Stade de Reims (L2)         |
| Lamine Sakho       | Sénégal       | 13/12/06 | 0 €          | Décembre 2006 - Juin 2008                 | Licenciement             | Chômage                     |

### Hiver
| Nom                | Nationalité | Date     | Montant     | Contrat av. vente/ap. achat | Type                                                         | Ancien/Nouveau club |
| Arrivées           |             |          |             |                             |                                                              |                     |
| Matt Moussilou     | France      | 25/01/07 | 0 €         | Jan. 2007 - Juin 2007       | Prêt avec OA : 6 Mois Option à 4.000.000 €                   | OGC Nice (L1)       |
| Départs            |             |          |             |                             |                                                              |                     |
| Daniel Rubén Bilos | Argentine   | 15/01/07 | ? €         | Juin 2006 - Juin 2009       | Prêt avec OA : 1 Ans                                         | Club América (MEX)  |
| Ignacio Piatti     | Argentine   | 20/01/07 | ?00.000 €   | Jan. 2006 - Juin 2010       | Transfert Définitif                                          | Gimnasia LP (ARG)   |
| Fousseni Diawara   | France      | 31/01/07 | ? €         | Juin 2004 - Juin 2008       | Prêt avec OA : 6 Mois                                        | FC Sochaux (L1)     |
| Frédéric Piquionne | France      | 31/01/07 | 1.000.000 € | Juin 2004 - Juin 2009       | Prêt avec OA : 6 Mois Si maintien en L1 Option à 6.000.000 € | AS Monaco (L1)      |

## Staff technique et administratif
| Rôle                              | Nom                  | Date de naissance | Nationalité |
| Président de l'Association        | Jean Candel          | ...               | France      |
| Coprésident                       | Bernard Caïazzo      | 15 janvier 1954   | France      |
| Coprésident                       | Roland Romeyer       | 25 août 1945      | France      |
| Directeur Général                 | Vincent Tong-Cuong   | ...               | France      |
| Assistante de Direction           | Sabrina Alloun       | ...               | NC          |
| Resp. Recrutement                 | Omar da Fonseca      | 20 octobre 1959   | France      |
| Recruteur en AmSud                | Oswaldo Piazza       | 6 avril 1947      | Argentine   |
| Recruteur                         | Jérôme Fougeron      | ...               | France      |
| Dir. du centre de Formation       | Luc Bruder           | ...               | France      |
| Responsable Vidéo                 | Jean-Charles Ménard  | 8 août 1966       | France      |
| Dir. Juridique et Administratif   | Didier Lacombe       | ...               | France      |
| Expert Comptable                  | René Fayet           | ...               | France      |
| Contrôleur de Gestion             | François-Xavier Luce | ...               | France      |
| Directeur Commercial              | Nicolas Jacques      | ...               | France      |
| Resp. Billetterie/Org. des matchs | Isabelle Sayet       | ...               | France      |
| Dir. Marketing/Communication      | Éric Fages           | ...               | France      |
| Responsable Médias                | Laurent Petit        | ...               | France      |
| Rédacteur Chef ASSE TV            | Laurent Canonico     | ...               | France      |
| Consultant ASSE TV                | Georges Bereta       | 11 mai 1946       | France      |
| Intendant                         | Frédéric Emile       | 2 septembre 1968  | France      |

## Saison

### Matchs amicaux
| Date     | Pays | Niv.    | À domicile        | Score     | À l'extérieur      | V/N/D | Lieu                             | Arbitre   | Spec.   |
| 07/07/06 | FRA  | CFA     | Croix-de-Savoie   | 0-4 (0-1) | ASSE               | V     | Fillinges                        | ?         | ~ 900   |
| 12/07/06 | FRA  | CFA     | Pacy-sur-Eure     | 0-1 (0-0) | ASSE               | V     | Chambon-sur-Lignon               | ?         | ~ 1500  |
| 15/07/06 | FRA  | L1      | RC Lens (100 ans) | 0-2 (0-1) | ASSE               | V     | Stade Félix-Bollaert, Lens       | ?         | ~ 26000 |
| 18/07/06 | POL  | 1er POL | ASSE              | 5-2 (4-1) | Legia Varsovie     | V     | Perros-Guirec                    | ?         | ?       |
| 21/07/06 | FRA  | L1      | FC Nantes         | 3-0 (2-0) | ASSE               | D     | Stade Ominsport, Cholet          | M. Bossé  | ~ 3500  |
| 28/07/06 | ESP  | Liga    | ASSE              | 1-1 (0-1) | Celta Vigo         | N     | Geoffroy-Guichard, Saint-Étienne | M. Fraise | 23743   |
| 01/09/06 | SUI  | D2      | ASSE              | 1-0 (0-0) | Servette FC        | V     | Stade Forestier, Aix-les-Bains   | M. Bien   | ~ 1400  |
| 05/10/06 | ESP  | Liga    | ASSE              | 2-0 (1-0) | Espanyol Barcelone | V     | Stade Municipal, Annecy          | M. Poulat | ?       |

### Championnat
Calendrier Ligue 1 Orange 2006/2007.

#### Matches aller
| Date       | N o | Adversaire               | Lieu | Résultat | Buteurs pour Saint-Étienne               | Points | Place |
| ---------- | --- | ------------------------ | ---- | -------- | ---------------------------------------- | ------ | ----- |
| 05/08/2006 | J01 | FC Sochaux               | Dom. | 1 - 2    | Piquionne 17e                            | 0      | 14    |
| 12/08/2006 | J02 | AS Monaco FC             | Ext. | 1 - 2    | Feindouno 12e, Piquionne 72e             | 3      | 8     |
| 19/08/2006 | J03 | Nancy                    | Dom. | 1 - 0    | Ilan 63e                                 | 6      | 7     |
| 26/08/2006 | J04 | RC Lens                  | Dom. | 3 - 2    | Demont 17e (csc), Ilan 45e,Feindouno 56e | 9      | 5     |
| 09/09/2006 | J05 | Sedan                    | Ext. | 2 - 2    | Piquionne 2e, Feindouno 70e              | 10     | 5     |
| 17/09/2006 | J06 | AJ Auxerre               | Dom. | 2 - 3    | Ilan 9e, Dernis 46e                      | 10     | 8     |
| 23/09/2006 | J07 | Rennes                   | Ext. | 0 - 0    | -                                        | 11     | 8     |
| 01/10/2006 | J08 | Paris SG                 | Dom. | 1 - 0    | Ilan 38e                                 | 14     | 4     |
| 14/10/2006 | J09 | Olympique lyonnais       | Ext. | 2 - 1    | Yohan Hautcœur 67e                       | 14     | 8     |
| 21/10/2006 | J10 | Le Mans                  | Dom. | 2 - 0    | Cerdan 3e (csc), Piquionne 68e           | 17     | 6     |
| 28/10/2006 | J11 | Troyes                   | Ext. | 3 - 1    | Feindouno 40e                            | 17     | 8     |
| 04/11/2006 | J12 | Toulouse FC              | Dom. | 3 - 0    | Hognon 11e, Gomis 23e 87e                | 20     | 5     |
| 11/11/2006 | J13 | FC Nantes                | Ext. | 2 - 2    | Feindouno 45+3e, Hognon 90+3e            | 21     | 6     |
| 18/11/2006 | J14 | OGC Nice                 | Dom. | 2 - 1    | Piquionne 19e, Feindouno 28e             | 24     | 5     |
| 25/11/2006 | J15 | FC Girondins de Bordeaux | Ext. | 1- 0     | -                                        | 24     | 8     |
| 02/12/2006 | J16 | Lorient                  | Dom. | 2 - 0    | Heinz 51e, Piquionne 67e                 | 27     | 5     |
| 10/12/2006 | J17 | Lille OSC                | Ext. | 2 - 2    | Ilan 8e 66e                              | 28     | 5     |
| 16/12/2006 | J18 | Valenciennes             | Dom. | 3 - 0    | Ilan 36e, Feindouno 79e, Landrin 83e     | 31     | 3     |
| 22/12/2006 | J19 | Olympique de Marseille   | Ext. | 2 - 1    | Heinz 45e                                | 31     | 4     |

#### Matchs retour
| Date       | N o | Adversaire               | Lieu | Résultat | Buteurs pour Saint-Étienne          | Points | Place |
| ---------- | --- | ------------------------ | ---- | -------- | ----------------------------------- | ------ | ----- |
| 14/01/2007 | J20 | AS Monaco FC             | Dom. | 0 - 1    | -                                   | 31     | 6     |
| 25/01/2007 | J21 | Nancy                    | Ext. | 0 - 2    | Ilan 57e, Gomis 71e                 | 34     | 5     |
| 28/01/2007 | J22 | RC Lens                  | Ext. | 3 - 3    | Gomis 16e,Marek Heinz 25e 45e       | 35     | 5     |
| 03/02/2007 | J23 | Sedan                    | Dom. | 1 - 2    | Gomis 10e                           | 35     | 6     |
| 10/02/2007 | J24 | AJ Auxerre               | Ext. | 1 - 1    | Moussilou 75e                       | 36     | 5     |
| 17/02/2007 | J25 | Rennes                   | Dom. | 1 - 3    | Gomis 35e                           | 36     | 7     |
| 25/02/2007 | J26 | Paris SG                 | Ext. | 0 - 2    | Perquis 32e, Ilan 45e               | 39     | 5     |
| 03/03/2007 | J27 | Olympique lyonnais       | Dom. | 1 - 3    | Gomis 80e                           | 39     | 7     |
| 10/03/2007 | J28 | Le Mans                  | Ext. | 2 - 1    | Gomis 82e                           | 39     | 7     |
| 17/03/2007 | J29 | Troyes                   | Dom. | 3 - 1    | Feindouno 2e, Gomis 17e, Guarín 50e | 42     | 7     |
| 01/04/2007 | J30 | Toulouse FC              | Ext. | 1 - 0    | -                                   | 42     | 7     |
| 07/04/2007 | J31 | FC Nantes                | Dom. | 2 – 1    | Hognon 27e, Gomis 34e               | 45     | 6     |
| 15/04/2007 | J32 | OGC Nice                 | Ext. | 2 - 1    | Diatta 47e                          | 45     | 8     |
| 22/04/2007 | J33 | FC Girondins de Bordeaux | Dom. | 0 - 2    | -                                   | 45     | 9     |
| 28/04/2007 | J34 | Lorient                  | Ext. | 0 - 0    | -                                   | 46     | 8     |
| 06/05/2007 | J35 | Lille OSC                | Dom. | 2 – 1    | Moussilou 31e 62e                   | 49     | 8     |
| 09/05/2007 | J36 | Valenciennes             | Ext. | 1 - 0    | -                                   | 49     | 8     |
| 19/05/2007 | J37 | Olympique de Marseille   | Dom. | 1 - 2    | Feindouno 69e                       | 49     | 9     |
| 26/05/2007 | J38 | FC Sochaux               | Ext. | 1 - 0    | -                                   | 49     | 11    |

#### Classement final
| Rang | Équipe         | Pts | J  | G  | N  | P  | Bp | Bc | Diff \|\| Moy. Spec. |        |
| ---- | -------------- | --- | -- | -- | -- | -- | -- | -- | -------------------- | ------ |
| 1    | Lyon T S       | 81  | 38 | 24 | 9  | 5  | 64 | 27 | +37                  | 38 546 |
| 2    | Marseille      | 64  | 38 | 19 | 7  | 12 | 53 | 38 | +15                  | 49 005 |
| 3    | Toulouse       | 58  | 38 | 17 | 7  | 14 | 44 | 43 | +1                   | 21 570 |
| 4    | Rennes         | 57  | 38 | 14 | 15 | 9  | 38 | 30 | +8                   | 25 135 |
| 5    | Lens           | 57  | 38 | 15 | 12 | 11 | 47 | 41 | +6                   | 34 362 |
| 6    | Bordeaux L     | 57  | 38 | 16 | 9  | 13 | 39 | 35 | +4                   | 24 901 |
| 7    | Sochaux C      | 57  | 38 | 15 | 12 | 11 | 46 | 48 | -2                   | 14 675 |
| 8    | Auxerre        | 54  | 38 | 13 | 15 | 10 | 41 | 41 | 0                    | 10 395 |
| 9    | Monaco         | 51  | 38 | 13 | 12 | 13 | 45 | 38 | +7                   | 11 047 |
| 10   | Lille          | 50  | 38 | 13 | 11 | 14 | 45 | 43 | +2                   | 14 560 |
| 11   | Saint-Étienne  | 49  | 38 | 14 | 7  | 17 | 52 | 50 | +2                   | 29 383 |
| 12   | Le Mans        | 49  | 38 | 11 | 16 | 11 | 45 | 46 | -1                   | 11 332 |
| 13   | Nancy          | 49  | 38 | 13 | 10 | 15 | 37 | 44 | -7                   | 18 331 |
| 14   | Lorient P      | 49  | 38 | 12 | 13 | 13 | 33 | 40 | -7                   | 13 586 |
| 15   | Paris-SG       | 48  | 38 | 12 | 12 | 14 | 42 | 42 | 0                    | 36 360 |
| 16   | Nice           | 43  | 38 | 9  | 16 | 13 | 34 | 40 | -6                   | 11 336 |
| 17   | Valenciennes P | 43  | 38 | 11 | 10 | 17 | 36 | 48 | -12                  | 14 813 |
| 18   | Troyes         | 39  | 38 | 9  | 12 | 17 | 39 | 54 | -15                  | 12 699 |
| 19   | Sedan P        | 35  | 38 | 7  | 14 | 17 | 46 | 58 | -12                  | 14 130 |
| 20   | Nantes         | 34  | 38 | 7  | 13 | 18 | 29 | 49 | -20                  | 30 159 |

Qualifications européennes
Ligue des champions 2007-2008
- 1er et 2e : phase de groupes
- 3e : 3e tour préliminaire

Coupe UEFA 2007-2008
- 4e et vainqueurs des coupes[5] : 1er tour

Coupe Intertoto 2007
- 5e : 3e tour

Relégation
- 18e, 19e et 20e : relégation en Ligue 2

Abréviations
T : Tenant du titre

P : Promus de Ligue 2 2005-2006

C : Vainqueur de la Coupe de France 2006-07

L : Vainqueur de la Coupe de la Ligue 2006-07

S : Vainqueur du Trophée des champions 2006

### Coupes nationales

#### Coupe de la Ligue
| Date       | N o         | Adversaire               | Lieu | Résultat | Buteurs pour Saint-Étienne                             | Suite                   |
| ---------- | ----------- | ------------------------ | ---- | -------- | ------------------------------------------------------ | ----------------------- |
| 20/09/2006 | 1/16e de f. | FC Sète 34               | Ext. | 1 - 4    | Gomis 27e 39e, Bilos 38e 78e                           | Qualifiés pour les 1/8è |
| 25/10/2006 | 1/8e de f.  | Olympique de Marseille   | Dom. | 4 - 1    | Diawara 34e, Hautcœur 45e, Gomis 51e, Bilos 38e (pen.) | Qualifiés pour les 1/4è |
| 19/12/2006 | 1/4e de f.  | FC Girondins de Bordeaux | Ext. | 1 - 0 ap | -                                                      | Éliminés                |

#### Coupe de France
| Date       | N o         | Adversaire | Lieu | Résultat | Buteurs pour Saint-Étienne | Suite    |
| ---------- | ----------- | ---------- | ---- | -------- | -------------------------- | -------- |
| 06/01/2007 | 1/32e de f. | FC Sochaux | Dom. | 1 - 3    | Heinz 81e                  | Éliminés |

## Statistiques individuelles

### Statistiques buteurs
| Place | Nom                | Ligue 1 | Coupe de France | Coupe de la Ligue | TOTAL des BUTS |
| 1     | Bafétimbi Gomis    | 10 buts | -               | 3 buts            | 13 buts        |
| 2     | Pascal Feindouno   | 9 buts  | -               | -                 | 8 buts         |
| 2     | Ilan               | 9 buts  | -               | -                 | 9 buts         |
| 4     | Frédéric Piquionne | 6 buts  | -               | -                 | 6 buts         |
| 5     | Marek Heinz        | 4 buts  | 1 but           | -                 | 5 buts         |
| 6     | Vincent Hognon     | 3 buts  | -               | -                 | 3 buts         |
| 6     | Matt Moussilou     | 3 buts  | -               | -                 | 3 buts         |
| 6     | Daniel Bilos       | -       | -               | 3 buts            | 3 buts         |
| 9     | Yohan Hautcœur     | 1 but   | -               | 1 but             | 2 buts         |
| 10    | Geoffrey Dernis    | 1 but   | -               | -                 | 1 but          |
| 10    | Christophe Landrin | 1 but   | -               | -                 | 1 but          |
| 10    | Damien Perquis     | 1 but   | -               | -                 | 1 but          |
| 10    | Fredy Guarín       | 1 but   | -               | -                 | 1 but          |
| 10    | Lamine Diatta      | 1 but   | -               | -                 | 1 but          |
| 10    | Fousseni Diawara   | -       | -               | 1 but             | 1 but          |
| #     | contre son camp    | 2 buts  | -               | -                 | 2 buts         |
| Total | 8 buteurs          | 52 buts | 1 but           | 8 buts            | 61 buts        |

Date de mise à jour : le 21 juillet 2014.

### Statistiques cartons jaunes
| Place | Nom                | Ligue 1    | Coupe de France | Coupe de la Ligue | TOTAL des CARTONS JAUNES |
| 1     | Zoumana Camara     | 6 cartons  | -               | 1 carton          | 7 cartons                |
| 1     | Fredy Guarín       | 6 cartons  | -               | 1 carton          | 7 cartons                |
| 3     | Damien Perquis     | 2 cartons  | 1 carton        | 3 carton          | 6 cartons                |
| 4     | Christophe Landrin | 5 cartons  | -               | -                 | 5 cartons                |
| 4     | Julien Sablé       | 5 cartons  | -               | -                 | 5 cartons                |
| 4     | Araujo Ilan        | 5 cartons  | -               | -                 | 5 cartons                |
| 4     | Pascal Feindouno   | 5 cartons  | -               | -                 | 5 cartons                |
| 8     | Geoffrey Dernis    | 4 cartons  | -               | -                 | 4 cartons                |
| 8     | Vincent Hognon     | 3 cartons  | 1 carton        | -                 | 4 cartons                |
| 8     | Hérita Ilunga      | 4 cartons  | -               | -                 | 4 cartons                |
| 8     | Bafétimbi Gomis    | 3 cartons  | -               | 1 carton          | 4 cartons                |
| 8     | Marek Heinz        | 3 cartons  | -               | 1 carton          | 4 cartons                |
| 13    | Mouhamadou Dabo    | 2 cartons  | -               | 1 carton          | 3 cartons                |
| 14    | Frédéric Piquionne | 2 cartons  | -               | -                 | 2 cartons                |
| 15    | Yohan Hautcœur     | 1 cartons  | -               | -                 | 1 carton                 |
| 15    | Jérémie Janot      | 1 carton   | -               | -                 | 1 carton                 |
| 15    | Lamine Diatta      | 1 carton   | -               | -                 | 1 carton                 |
| 15    | Loïc Perrin        | 1 carton   | -               | -                 | 1 carton                 |
| 15    | Daniel Bilos       | -          | -               | 1 carton          | 1 carton                 |
| Total | 19 joueurs avertis | 59 cartons | 2 cartons       | 9 cartons         | 70 cartons               |

Date de mise à jour : le 21 juillet 2014.

### Statistiques cartons rouges
| Place | Nom                | Ligue 1   | TOTAL des CARTONS ROUGES |
| 1     | Frédéric Piquionne | 2 cartons | 2 expulsions             |
| 2     | Mouhamadou Dabo    | 1 carton  | 1 expulsion              |
| 2     | Lamine Diatta      | 1 carton  | 1 expulsion              |
| Total | 3 expulsés         | 4 cartons | 4 expulsions             |

Date de mise à jour : le 21 juillet 2014.

## Affluence
Affluence de l'AS Saint-Étienne à domicile

## Joueurs en sélection nationale

### Équipe de France
Pas de Stéphanois cette saison en Équipe de France.
1 seul jeune a été sélectionné avec les Espoirs. Il s’agit de Mouhamadou Dabo qui sera appelé 2 fois en sélection.
| Joueurs         | Position  | Date       | Adversaire | Score | But | Cartons Jaunes | Temps de jeu |
| Mouhamadou Dabo | Défenseur | 23.03.2007 | Danemark   | 3 - 1 | -   | oui            | 90           |
| Mouhamadou Dabo | Défenseur | 01.06.2007 | Roumanie   | 1 - 1 | -   | non            | 90           |

### Sélections étrangères
| Nom              | Éliminatoires CM ou CAN | Éliminatoires CM ou CAN | Éliminatoires CM ou CAN | Éliminatoires CM ou CAN | Matchs amicaux | Matchs amicaux | Matchs amicaux | Matchs amicaux | Total | Total       | Total  | Total        |
| Nom              | MJ                      | But inscrit             | Averti                  | Carton rouge            | MJ             | But inscrit    | Averti         | Carton rouge   | MJ    | But inscrit | Averti | Carton rouge |
| ---------------- | ----------------------- | ----------------------- | ----------------------- | ----------------------- | -------------- | -------------- | -------------- | -------------- | ----- | ----------- | ------ | ------------ |
| Lamine Diatta    | 5                       | 0                       | 0                       | 0                       | 1              | 0              | 0              | 0              | 6     | 0           | 0      | 0            |
| Fousseni Diawara | 0                       | 0                       | 0                       | 0                       | 2              | 0              | 0              | 0              | 2     | 0           | 0      | 0            |
| Pascal Feindouno | 1                       | 1                       | 0                       | 0                       | 0              | 0              | 0              | 0              | 1     | 1           | 0      | 0            |